# 栗原里奈 (アナウンサー)
栗原 里奈（くりはら りな、1990年8月30日 – ）は、日本のフリーアナウンサー、書道家。

## 略歴
千葉県野田市出身。立教大学文学部文学科卒。
2013年より日産ミスフェアレディとして日産本社及び銀座ショールームで勤務。
2016年4月、AZofficeに所属しフリーアナウンサーとして活動開始。
2021年4月、セント・フォース所属。

## 人物
- 5歳から書道教室に通い始める。現在では公益財団法人日本書道教育学会および公益社団法人大日本書芸院の2団体の書道師範資格を持つ。雅号は栗原鶯渟[1]。
- 趣味は漫画、映画鑑賞、旅行、ドライブ、ゴルフ[1]。
- ゴルフ歴は1年。ベストスコアは128[2]。

## 出演
- GOLFNet TV だからゴルフはやめられない 痛快！逆転ゴルフ 林の中からナイスパー（2021-）
- JLC日本レジャーチャンネル 中継スタジオキャスター（2016-）
- BOATRACE YoutubeLIVE 『内山くんVS』 MCアシスタント（2018-）
- ノルソル24（2018）
- BOATRACE TIME MC（2019-2020）
- 大和証券 ダイワインターネットTV『DSR-NY』（2016）
- ダイワ「田崎真也とワインの夕べ」（2016）
- 日産ミスフェアレディ（2013-2016）[1]